# Vortan
Vortan is een merk van motorfietsen.
Broom Development Engineering, North Wing, Easton Newton, Towcester, Northamtonshire. 
Engelse machine die was gebaseerd op de geflopte Hesketh 992 cc V-twin. In 1991, tien jaar na de introductie van de Hesketh, presenteerde een van Hesketh’s ingenieurs, Mick Broom, een 1105 cc uitvoering met een geheel nieuw frame en de nieuwe naam: Vortan. Hier werd lange tijd niets meer van gehoord, maar in 2004 presenteerde Broom onder de naam Hesketh een V 1200. Tegenwoordig levert Broom ook alle (2) Hesketh-modellen weer.